# Tromatobia ovivora
Tromatobia ovivora ist eine Schlupfwespe aus der Unterfamilie der Pimplinae. Das Art-Epitheton ovivora kommt aus dem Lateinischen und bedeutet „eierfressend“.

## Merkmale
Die Schlupfwespen sind etwa 8 mm lang. Kopf, Fühler, Thorax und Hinterleib sind schwarz. Entlang dem Innenrand der Facettenaugen verläuft ein blassgelber Strich. Das Post-Scutellum weist zwei blassgelbe Querstriche auf. Die vorderen und mittleren Femora sind rotgelb, die hinteren rot gefärbt. Die überwiegend weißen Tibien und Tarsenglieder sind an den apikalen Enden verdunkelt. Außerdem befindet sich nahe dem basalen Ende der Tibien ein schmaler dunkler Ring. Das dunkelbraune Pterostigma der transparenten Flügel weist am vorderen und hinteren Ende einen hellen Fleck auf. Außerdem weist die Flügeladerung der Vorderflügel eine kleine innere Zelle auf. Die Weibchen besitzen einen mittellangen Ovipositor (Legestachel).

## Ähnliche Arten
Die habituell ähnliche Art Tromatobia ornata ist auf die Wespenspinne als Wirt spezialisiert.

## Verbreitung
Tromatobia ovivora ist in Europa weit verbreitet. Im Norden reicht das Vorkommen bis nach Fennoskandinavien und auf die Britischen Inseln. Im Süden reicht das Vorkommen in den Mittelmeerraum. Ferner kommt die Art in der Nearktis und in der Neotropis vor.

## Lebensweise
Tromatobia ovivora ist eine bivoltine Art, das heißt, sie bildet zwei Generationen im Jahr. Die Weibchen der zweiten Generation erscheinen erst im Spätherbst (Oktober). Die Schlupfwespen parasitieren die Eier verschiedener Spinnen. Zu ihren Wirten zählen verschiedene Kreuzspinnen, darunter die Vierfleckkreuzspinne (Araneus quadratus) und die Gartenkreuzspinne (Araneus diadematus). Außerdem werden Kürbisspinnen (Araniella), die Konusspinne (Cyclosa conica), die Gattung Zygiella sowie Pityohyphantes phrygianus aus der Familie der Baldachinspinnen parasitiert.
Das Weibchen platziert ihre Eier mit ihrem Legestachel in Spinnenkokons, gewöhnlich mehr als eines pro Kokon. Die geschlüpften Schlupfwespen-Larven ernähren sich vom Eigelege der Spinnen.

## Bilder

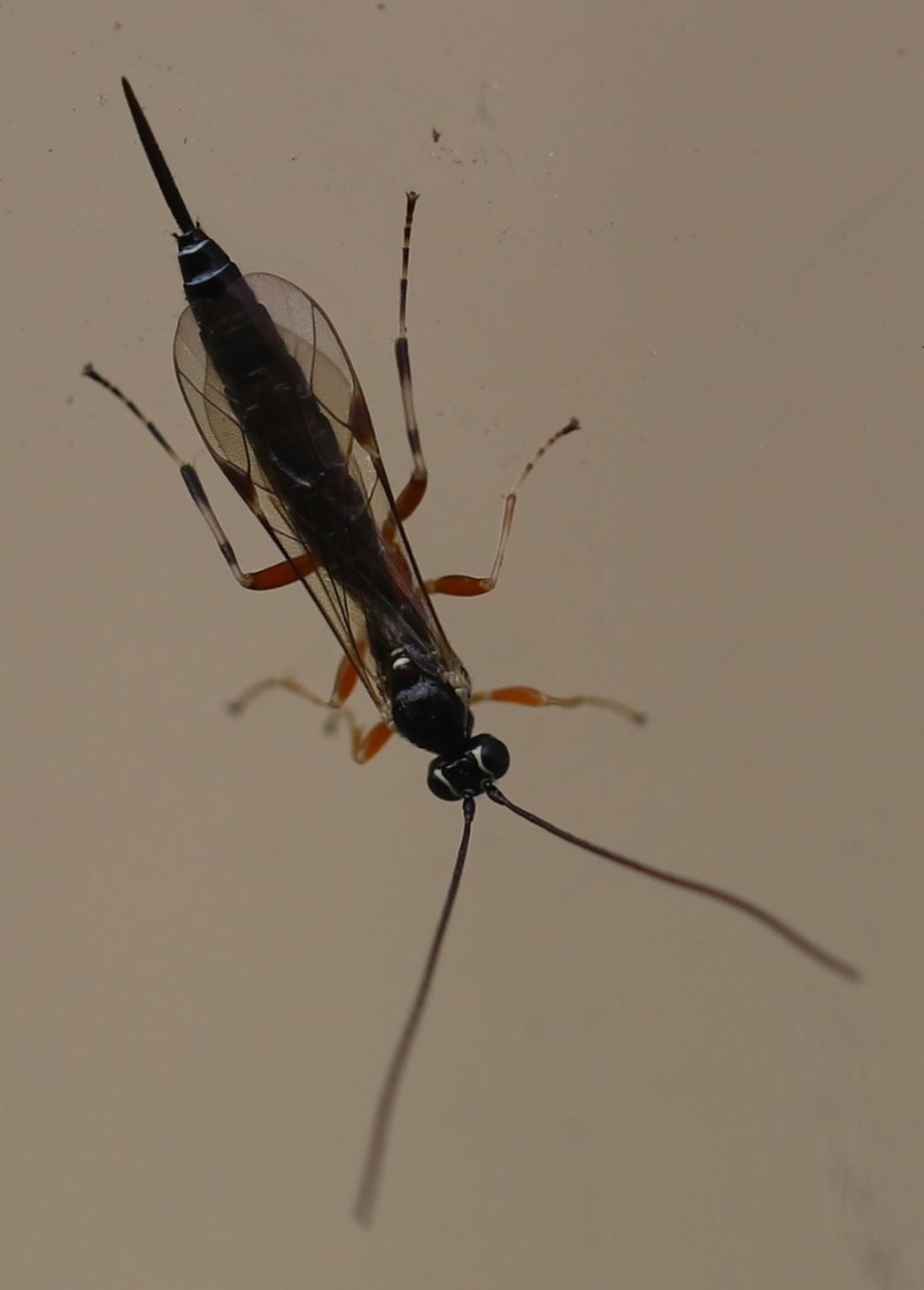
Tromatobia ovivora, Weibchen
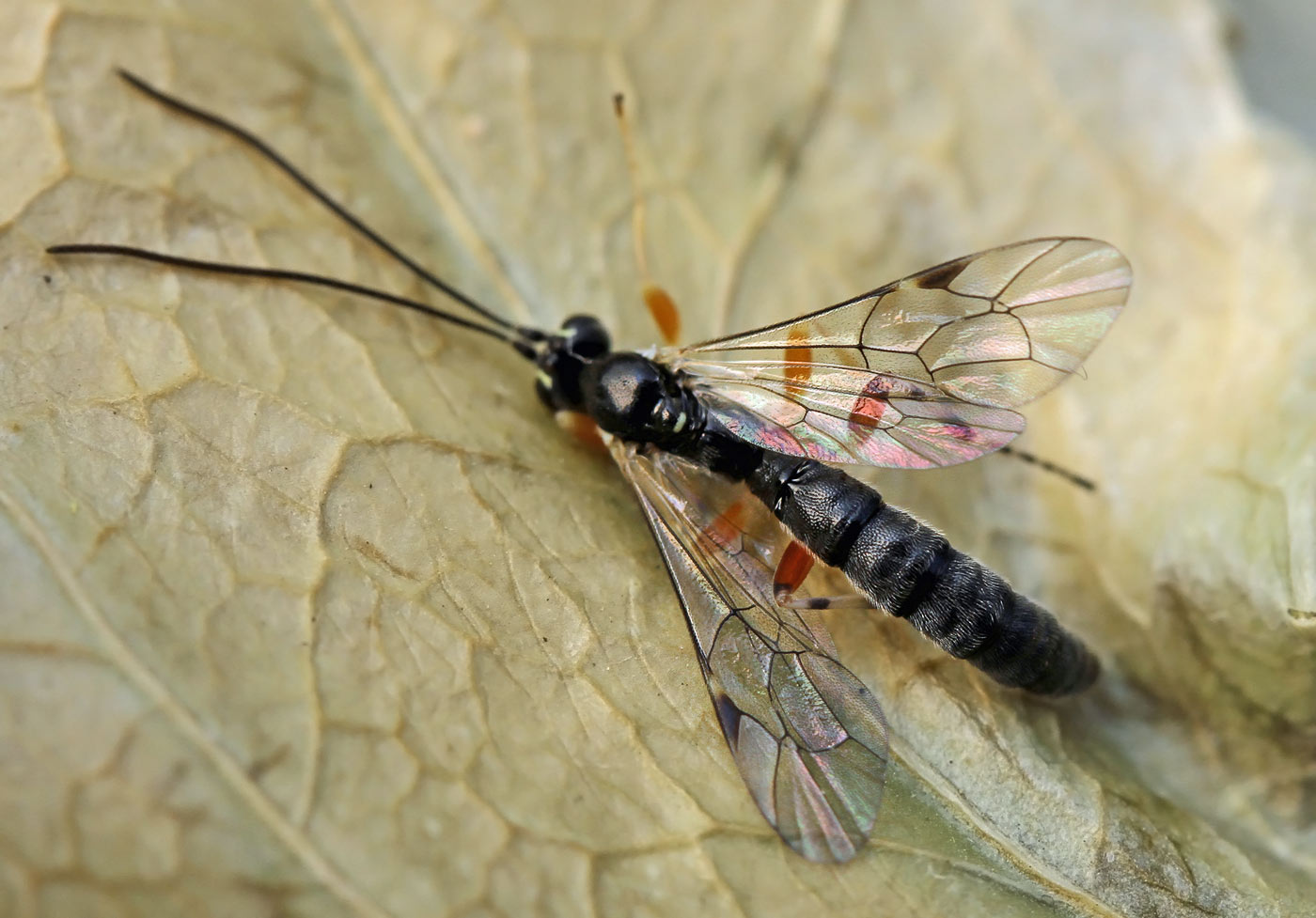
Tromatobia ovivora, Männchen
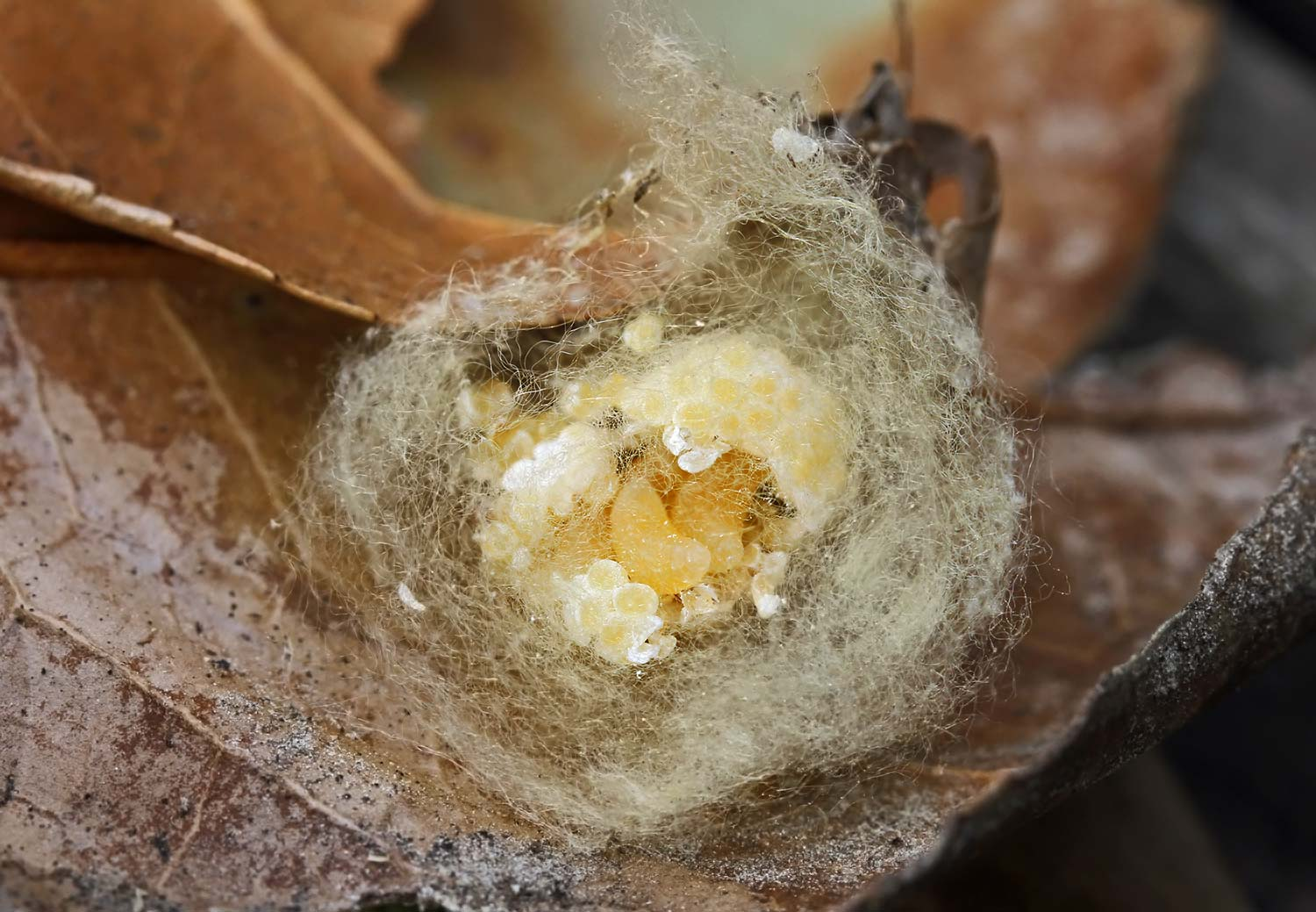
Schlupfwespen-Larven in einem Spinnenkokon der Gartenkreuzspinne
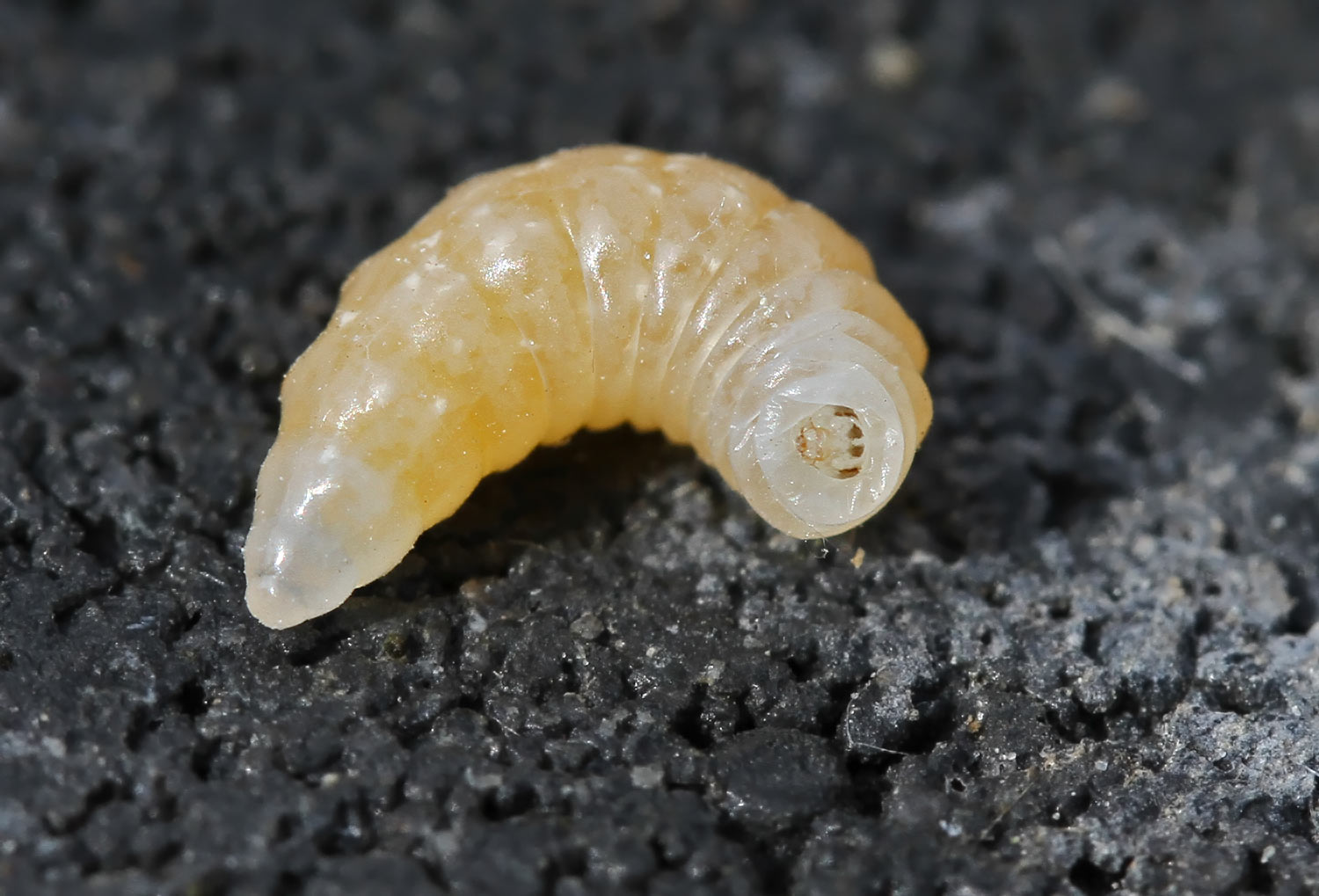
Schlupfwespen-Larve